# Steal This Album
Albums de The Coup
Genocide & Juice
(1994) Party Music
(2001)
Steal This Album est le troisième album studio de The Coup, sorti le 10 novembre 1998.
L'album s'est classé 37e au Billboard Top Heatseekers et 51e au Top R&B/Hip-Hop Albums.

## Liste des titres
| No  | Titre                                                                        | Contient un (des) sample(s) de                                                         | Durée |
| --- | ---------------------------------------------------------------------------- | -------------------------------------------------------------------------------------- | ----- |
| 1.  | The Shipment                                                                 |                                                                                        | 4:26  |
| 2.  | Me and Jesus The Pimp in a '79 Granada Last Night                            | Swing Down, Sweet Chariot de Parliament Angel Dust de Gil Scott-Heron et Brian Jackson | 7:08  |
| 3.  | 20,000 Gun Salute                                                            |                                                                                        | 3:58  |
| 4.  | Busterismology                                                               | Mommy, What's a Funkadelic? de Funkadelic One Love de Nas featuring Q-Tip              | 5:01  |
| 5.  | Cars & Shoes                                                                 | Heart of Stone de Silver Convention                                                    | 4:37  |
| 6.  | Breathing Apparatus (featuring Dabri, Emily Watson, Reginald Brown et E-Roc) | Breathe Again de Toni Braxton                                                          | 4:26  |
| 7.  | U.C.P.A.S. (featuring F.T.S.)                                                |                                                                                        | 4:22  |
| 8.  | Pizza Man (Skit)                                                             |                                                                                        | 0:30  |
| 9.  | The Repo Man Sings for You (featuring Del the Funky Homosapien)              |                                                                                        | 4:27  |
| 10. | Underdogs                                                                    | Let Me Make You Happy de Brick                                                         | 6:06  |
| 11. | Sneakin' In                                                                  |                                                                                        | 1:40  |
| 12. | Do My Thang (Skit)                                                           |                                                                                        | 2:55  |
| 13. | Piss on Your Grave                                                           |                                                                                        | 5:26  |
| 14. | Fixation                                                                     |                                                                                        | 4:00  |